# Eddie Edwards (schansspringer)
Michael Edwards (Cheltenham, 5 december 1963) beter bekend als Eddie the Eagle, is een Engels oud-schansspringer.

## Biografie
Edwards werd wereldberoemd vanwege zijn deelname aan de Olympische Winterspelen 1988 in Calgary. Daarvoor had hij al meegedaan aan de Wereldkampioenschappen in 1987 en eindigde daar als 55e. Hij was de eerste Britse schansspringer ooit actief op het olympisch toneel, maar bekender werd hij vanwege zijn onkunde in de sport. Allereerst had hij zijn gewicht niet mee. Hij woog toentertijd zo'n 82 kilogram, meer dan 9 kilo zwaarder dan de zwaarste van de overige deelnemers aan het schansspringen. Daarbij droeg hij een bril, waarvan de glazen voortdurend besloegen. Hierdoor kon hij tijdens het springen vanaf de schans nauwelijks iets zien. Hij eindigde dan ook als laatste op zowel de 70 meter- als de 90 meter-schans.
Zijn manier van springen, aparte verschijning en gebrek aan succes maakten hem ontzettend populair bij de volgers van de Spelen over de gehele wereld. Vanuit het niets was hij een olympische legende en wereldberoemd. Zijn manier van springen en de manier waarop hij uiteindelijk terechtkwam werden vergeleken met de vallende duik van een adelaar, waarna hij de bijnaam Eddie the Eagle kreeg. Hoe slechter hij presteerde, hoe populairder hij werd. Na de Spelen werd hij dan ook een graag geziene gast in vele praatprogramma's over de gehele wereld en mocht hij her en der allerlei lintjes doorknippen.
Edwards verhuisde naar Calgary en ging samenwonen met een van zijn fans. Enkele jaren later schreef hij een boek en kwam er een video uit, beide met de titel On the Piste. Tevens scoorde hij een Top-50 hit in het Verenigd Koninkrijk met het lied Fly Eddie Fly. Ondanks dat hij de Finse taal niet machtig is zong hij een tweetal nummers in het Fins in, waaronder de vertaling van Fly Eddie Fly.
Edwards probeerde zich nog te kwalificeren voor de Olympische Winterspelen 1992 en 1994, maar slaagde hier niet in. Vervolgens sloot hij een vijfjarig sponsorcontract met de Britse luchtvaartmaatschappij Eagle Airlines om zich volledig te kunnen richten op de kwalificatie voor de Spelen van 1998 in Nagano, maar ook dat redde hij niet.
Nadat hij in 1992 bankroet was verklaard omdat hij zijn financiën niet helemaal op de juiste manier opgegeven had, keerde hij terug naar het Verenigd Koninkrijk om in Leicester rechten te gaan studeren. In 2002 werden de rechten van Edwards' verhaal gekocht door een Amerikaanse producent.
In 2013 won Edwards met mentor Tom Daley de finale van Splash!, de Britse schoonspringshow van Sterren Springen.

## DeEddie the Eagleregel
Vanwege de prestaties van Edwards besliste het IOC dat deelnemers als Edwards in het vervolg niet meer konden deelnemen aan het schansspringen. De eisen van deelname aan de Spelen werden drastisch aangescherpt.